# 정이재
정이재(1989년 12월 20일 ~ )는 대한민국의 가수다. 2009년 빅퀸즈 1집 앨범 [Hot Debut Album]으로 데뷔했다.

## 방송
- 히든싱어 3[1] (2014) - 인순이편 5위
- 히든싱어 6 (2020) - 백지영편 우승, 왕중왕전 3위

## 음반
- Hello Mr (2021)

### 오늘내일
- Eyes (2016)
- 흰눈 (2016)

### 빅 퀸즈
- Hot Debut Album (2009)

## 기타
- 케이넌 - 꾹 참기 (2010) - 피처링
- 나몰라 패밀리 - 사랑하면 안되요 (2009) - 피처링